# Dominick Drexler
Dominick Drexler (Bonn, 26 maggio 1990) è un ex calciatore tedesco, di ruolo centrocampista o attaccante.

## Carriera
Ha giocato nella prima e nella seconda divisione tedesca.

## Palmarès

### Club

#### Competizioni nazionali
- Campionato tedesco di seconda divisione: 2

Colonia: 2018-2019
Schalke 04: 2021-2022